# Kyle Riabko
Kyle Riabko (ur. 29 września 1987 w Saskatoon) – kanadyjski piosenkarz i aktor.

## Dyskografia

### Albumy
- Songs From Instant Star Four (2008)
- Song for Amanda: The EP (marzec 2008)
- The Duo EP Volume One (2007)
- Before I Speak (2005)
- The EP (2004)

### Single
- Carry On (2004)

## Filmografia

### Filmy
- 2011: Na przednim siedzeniu jako Chłopak
- 2011: Cinema Verite jako Jackie Curtis
- 2010: Rising Stars jako Chance
- 2009: Limelight jako Eddie
- 2009: This Beat Goes On: Canadian Pop Music in the 1970s jako Kyle Riabko
- 2009: Rise Up: Canadian Pop Music in the 1980s jako Kyle Riabko

### Seriale TV
- 2008: 90210 jako Ian
- 2004: Gwiazda od zaraz jako Milo Keegan